# Zircon (missile)
Lo Zircon (in cirillico: Циркон, nome in codice NATO: SS-N-33), noto anche come 3M-22 Zircon o 3M-22 Tsirkon, è un missile cruise ipersonico di fabbricazione russa, prodotto dalla NPO Mashinostroyeniya per conto del Ministero della difesa russo, ha completato i test nel 2022 entrando in servizio presso la Marina russa nello stesso anno.
Progettato per neutralizzare unità navali maggiori tra cui portaerei, incrociatori e cacciatorpediniere, e ritenuto in grado di intercettare obiettivi sia marini che terrestri ad una distanza non inferiore a 1.000 km, può viaggiare a velocità prossime a Mach 9 e ad altitudini comprese fra i 30 e i 40 km dove l'aria è più rarefatta e l'attrito inferiore.
Il missile, lanciabile sia da unità di superficie che da sottomarini, è compatibile con i lanciatori verticali già in uso nelle unità maggiori della flotta russa ed utilizzati per lanciare i P-800 Oniks e i Kalibr.
Nell'estate 2021 è stato firmato il primo ordine da parte delle forze armate russe, mentre a novembre dello stesso anno è iniziata la produzione in serie.

## Sviluppo
Nel 1995 venne presentato all'edizione del MAKS di quell'anno l'HELA (Hypersonic Experimental Flying Vehicle) sviluppato da NPO Mashinostroyeniya, di cui lo Zircon è uno sviluppo diretto.
I primi test a terra sullo Zircon sono iniziati nel 2015, con il primo successo riportato dall'agenzia di stampa RIA Novosti, nel marzo 2016. Nel febbraio 2017, sono stati avviati i test in mare e nell'aprile 2017, lo Zircon è stato lanciato con successo da una piattaforma costiera raggiungendo la velocità di Mach 8 (9.800 km/h). Lo Zircon è stato nuovamente testato il 3 giugno 2017 ed un ulteriore test si è svolto il 10 dicembre 2018 portandone il totale a più di 10, come riportato dal The National Interest.
Il primo test condotto da unità di superficie è stato effettuato nel gennaio 2020 dalla fregata Admiral Gorshkov in navigazione nel Mare di Barents. Il bersaglio era posto sulla terra ferma ad oltre 500 km di distanza.
A dicembre 2019, Vladimir Putin ha rivelato che lo sviluppo di una versione da difesa costiera del missile è attualmente in corso. Il 26 luglio 2020, il Ministero della Difesa ha annunciato che la Russia stava proseguendo i test del missile Zircon rispettando la tabella di marcia. A dicembre 2020, a seguito di una serie di lanci avvenuti con successo, è stato divulgato dall'agenzia di stampa governativa TASS che lo Zircon entrerà nella fase di test statali nel 2021. Nel corso dei test, propedeutici all'entrata in servizio del missile, verranno effettuati lanci sia da unità di superficie che sottomarine.
Nel luglio 2021 inizia una nuova fase di test, inaugurata dal lancio di uno Zircon dalla fregata Admiral Gorshkov. Il 4 ottobre, a seguito di due lanci riusciti (uno in superficie, l'altro effettuato a 40 metri di profondità) il Ministero della difesa russo ha comunicato il completamento dei test di lancio del missile ipersonico da sottomarino. Il 24 dicembre viene effettuato con successo il lancio di una salva di missili Zircon, il primo lancio di questo tipo mai effettuato per un sistema d'arma ipersonico.
Il missile è stato inoltre impiegato in teatro operativo, neutralizzando strutture di rilevanza strategica in Ucraina.

## Caratteristiche
Si ritiene che lo Zircon sia un missile da crociera ipersonico, a corpo portante, dotato di booster a combustibile solido, che accelera il missile a velocità supersoniche, e di motore scramjet a combustibile liquido che lo accelera a velocità ipersoniche.
In grado di volare ad una velocità pari a Mach 8, per via dell'attrito si creerebbe attorno al corpo del missile una nuvola di plasma in grado di assorbire le onde elettromagnetiche e di renderlo praticamente invisibile ai radar.
Nonostante sia stato progettato con vocazione antinave, è stato testato con successo anche su bersagli terrestri.

## Piattaforme
Stando a quanto riportato da più fonti, lo Zircon verrà impiegato su una varietà di piattaforme fra terrestri e navali, tra cui:

### Sottomarini
- Classe Akula
- Classe Yasen

### Navi di superficie
- Classe Kuznetsov
- Classe Kirov
- Classe Gorshkov

### Sistemi di difesa costiera
- K-300 Bastion[15]

## Operatori
Russia
- In fase di test, in servizio a partire dai primi anni 2020.

## Primati
Lo Zircon, nel corso del suo sviluppo, ha fissato i seguenti primati:
- unico missile da crociera ipersonico a essere lanciato con successo da un'unità navale di superficie;
- unico missile da crociera ipersonico a essere lanciato con successo da un'unità navale di superficie nel quadro di una salva;
- unico missile da crociera ipersonico a essere lanciato con successo da un'unità navale sottomarina posta in superficie;
- unico missile da crociera ipersonico a essere lanciato con successo da un'unità navale sottomarina posta in immersione (a 40 metri di profondità);
- unico missile da crociera ipersonico antinave ad avere ingaggiato e neutralizzato dei bersagli terrestri.